# 苻師奴
苻師奴，五胡十六国時代前秦皇族，兄长苻纂。
前秦第四代君主苻丕之下担任尚書，封永平侯。苻坚被后秦姚苌杀害后，苻丕在晋陽恢复国基。386年十月，苻丕败于西燕軍，逃走中被东晋揚威将軍馮該攻击，最后战死。苻師奴与兄长東海王苻纂率领前秦的数万兵众，从晋陽逃奔占据了杏城。
十一月，占据南安的苻登得知苻丕战死，于是即位为皇帝。387年正月，苻登派遣使节拜封苻師奴为撫軍大将軍、并州牧，封为朔方公。割据貳县的卢水的胡人彭沛谷，屠各人董成、张龙世，新平羌人雷恶地等便都归附于苻纂，苻纂的部众达到十余万人。
同月，苻纂派苻师奴进攻上郡羌族首领金大黑、金洛生，金大黑等人迎战，前秦军队获胜，斩首五千八百人。
八月，前秦征虜将軍冯翊太守兰椟率领军队二万人，从频阳到和宁驻扎，跟苻纂谋划攻取长安。苻师奴劝苻纂自己当皇帝，苻纂没有听从。苻師奴于是反对政変，殺害苻纂，取代了他的权位，自立为秦公。
兰椟与苻师奴断绝了来往，西燕皇帝慕容永进攻兰椟，兰椟派人向後秦求援。九月，姚萇同意，率兵来到泥源。苻师奴迎战，被打得大败，逃命到鲜卑。後秦收编了他的部众，苻師奴属下屠各人董成等也都投降后秦。其后，苻師奴動向不明。